# Erwin Rohde

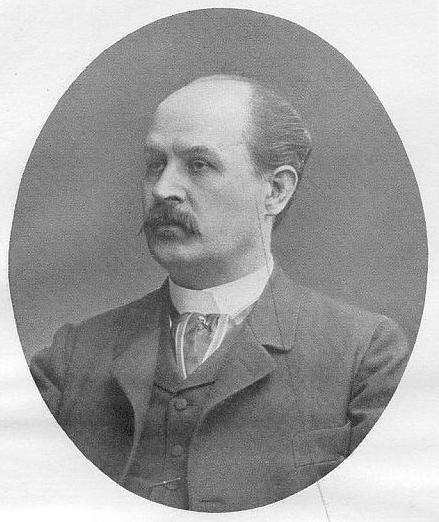
Erwin Rohde

Erwin Rohde (* 9. Oktober 1845 in Hamburg; † 11. Januar 1898 in Neuenheim bei Heidelberg) war ein deutscher Altphilologe.

## Leben

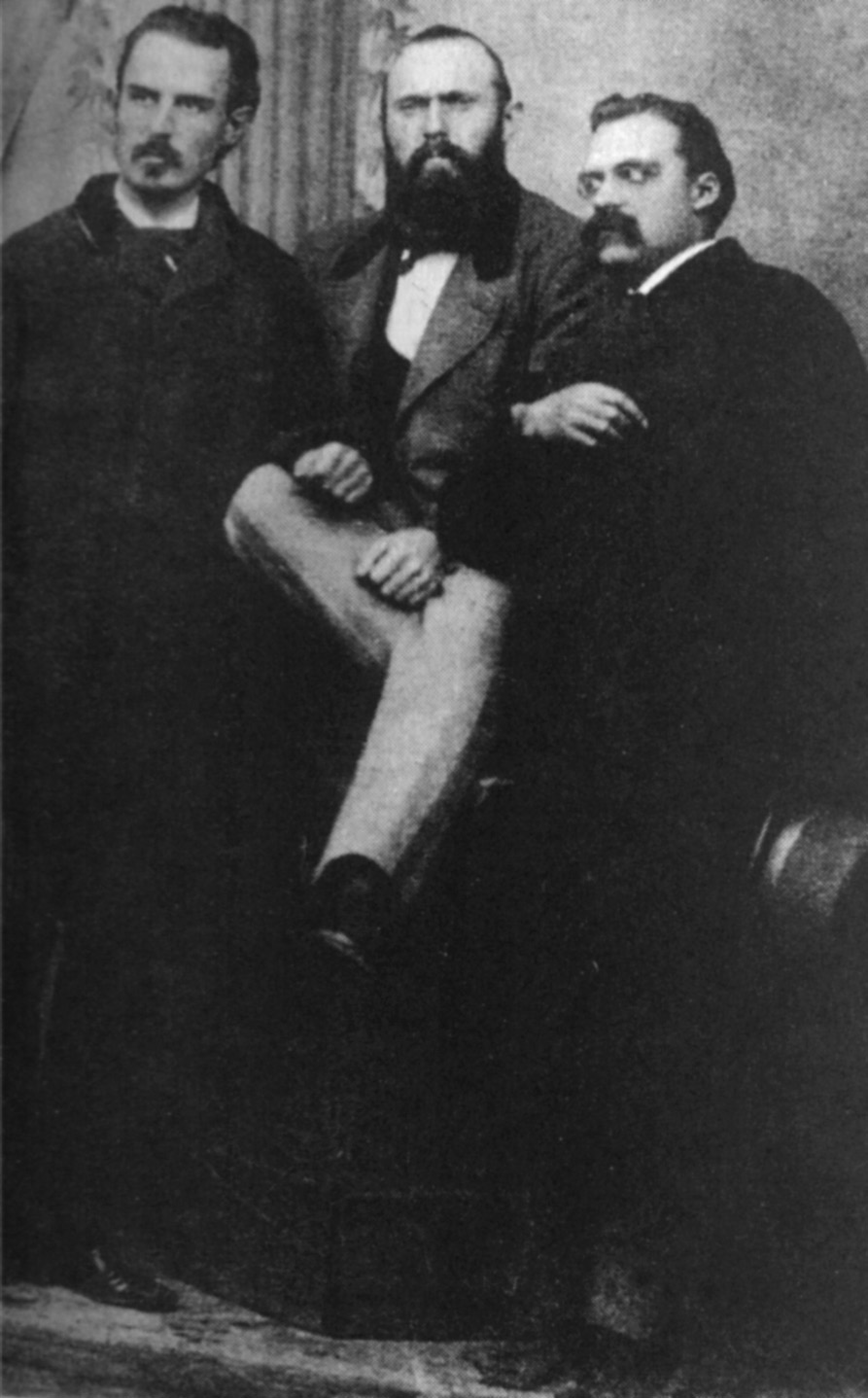
Erwin Rohde mit Carl von Gersdorff und Friedrich Nietzsche (v.l.), Oktober 1871 auf der Leipziger Messe

Als zweites von vier Kindern des Hamburger Arztes Franz Adolph Rohde (1813–1866) und der Bertha Maria Wilhelmina, geb. Schleiden (1813–1882) besuchte Erwin Rohde zunächst von 1852 bis 1859 die damals berühmte Stoysche Anstalt in Jena, bevor er 1860 nach Hamburg zurückkehrte, wo er an der Gelehrtenschule des Johanneums 1864 sein Abitur machte. Im Sommersemester 1865 begann er ein Studium der Klassischen Philologie an der Universität Bonn. Im folgenden Wintersemester wechselte er wie sein Kommilitone Friedrich Nietzsche an die Universität Leipzig, wo seine Freundschaft mit Nietzsche begann. Zum Wintersemester 1867 ging Rohde an die Universität Kiel und wurde dort am 9. März 1869 bei Otto Ribbeck mit einer Arbeit zu Iulius Pollux promoviert. Nach einer Studienreise nach Italien habilitierte sich Rohde im Herbst 1870 in Kiel und begann zum Wintersemester als Privatdozent zu lehren; am 20. April 1872 wurde er außerordentlicher Professor. 1875 bewarb er sich um den Lehrstuhl an der Kaiserlichen Universität Dorpat, den jedoch Wilhelm Hoerschelmann erhielt. 1876 nahm Rohde einen Ruf auf eine ordentliche Professur an der Universität Jena an und ging bereits zwei Jahre später, zum Wintersemester 1878/79, nach Tübingen. 1886 folgte er einem Ruf an die Universität Leipzig, wechselte jedoch schon nach einem Semester im Herbst des Jahres als Nachfolger von Curt Wachsmuth an die Universität Heidelberg, deren Prorektor er 1894/95 wurde. Einen Ruf an die Universität Straßburg Anfang 1897 lehnte er ab.
Noch während seiner Kieler Zeit hatte sich Rohde mit der Streitschrift Afterphilologie für die von Nietzsche in der Geburt der Tragödie vertretenen Thesen eingesetzt, die zuvor von Ulrich von Wilamowitz-Moellendorff scharf angegriffen worden waren. Jahre nach diesem Eintreten für Nietzsche zerbrach die Freundschaft allerdings. Dagegen blieb die Freundschaft mit Franz Overbeck, die über den gemeinsamen Freund Nietzsche zustande gekommen war und sich in einem regen Briefwechsel niederschlug, bis zu Rohdes Tod bestehen.

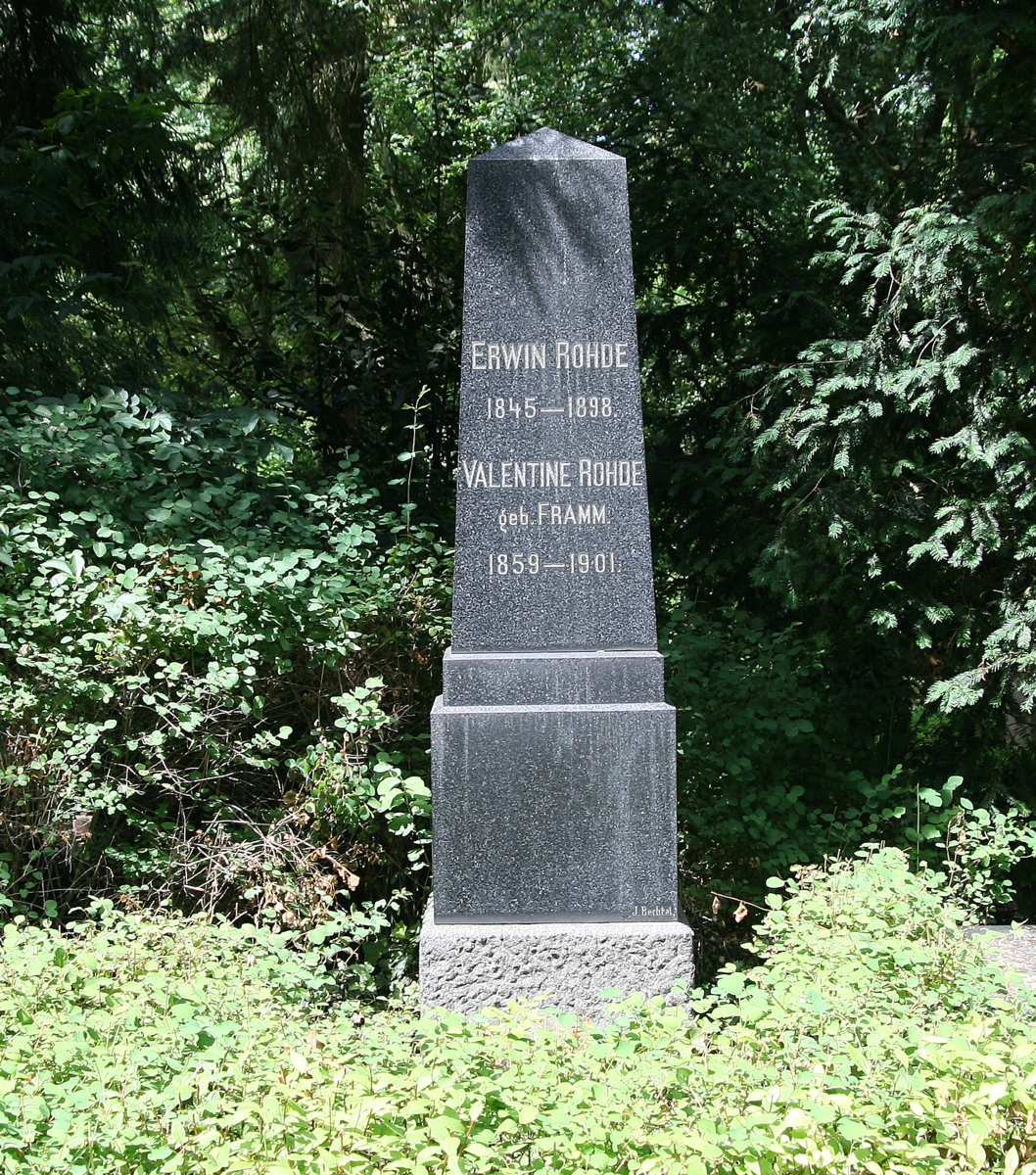
Grabstätte von Erwin Rohde und seiner Frau Valentine Rohde, geb. Framm auf dem Heidelberger Bergfriedhof

Obwohl Rohde das Nietzsche-Archiv als eine „alberne“ Idee empfand, unterstützte er es anfangs mit einigen Ratschlägen und Hilfestellungen. Nach seinem Tod berief sich Elisabeth Förster-Nietzsche auf Rohdes Unterstützung, die sie weit übertrieb. Rohdes Schüler Ernst Holzer arbeitete lange am Archiv und gab Nietzsches Philologica heraus.
Aus der am 8. August 1877 geschlossenen Ehe mit Valentine Framm (1859–1901) gingen vier Kinder hervor: Bertha (1878–1902), die spätere Ehefrau des Heidelberger Geographen Alfred Hettner, Erwin (jun.) (1881–1915), seit 1910 Privatdozent für Pharmakologie an der Universität Heidelberg, Anna (1885–1955) und der früh verstorbene Hans Adolph (1895–1896).
Rohdes Ruhestätte befindet sich auf dem Heidelberger Bergfriedhof (Abteilung N). Sein Grabmal ist ein Obelisk aus schwarzem, polierten Granit; die Inschrift nennt seinen Namen und den seiner Frau.

## Schriften
(Quelle:)
- Ueber Lucians Schrift ΛΟΥΚΙΟΣ Η ΟΝΟΣ und ihr Verhaeltniss zu Lucius von Patrae und den Metamorphosen des Apulejus. Eine literarhistorische Untersuchung. Engelmann, Leipzig 1869 (Bayerische Staatsbibliothek digital).
- De Julii Pollucis in apparatu scaenico enarrando fontibus. Engelmann, Leipzig 1870 (Bayerische Staatsbibliothek digital).
- Afterphilologie. Zur Beleuchtung des von dem Dr. phil. Ulrich von Wilamowitz-Möllendorff herausgegebenen Pamphlets: „Zukunftsphilologie!“. Sendschreiben eines Philologen an Richard Wagner. Fritsch, Leipzig 1872 (Bayerische Staatsbibliothek digital).
- Der griechische Roman und seine Vorläufer. Breitkopf & Härtel, Leipzig 1876 (Bayerische Staatsbibliothek digital); 3., vermehrte Auflage 1914 (Universität Regensburg. Universitätsbibliothek).
- Psyche. Seelencult und Unsterblichkeitsglaube der Griechen. Mohr, Freiburg im Breisgau 1890–1894. (Digitalisat und Volltext im Deutschen Textarchiv); 7. Auflage Tübingen 1921.
- Kleine Schriften. 2 Bände. Mohr, Tübingen 1901.
- Friedrich Nietzsches Briefwechsel mit Erwin Rohde. Hg. von Elisabeth Förster-Nietzsche und Fritz Schöll. Berlin 1902.
- Franz Overbeck Erwin Rohde. Briefwechsel. Hg. u. kommentiert v. Andreas Patzer (Supplementa Nietzscheana 1). de Gruyter, Berlin/New York 1990.
- Briefe aus dem Nachlass. Hg. von Marianne Haubold. Bd. 1–3. Olms, Hildesheim/Zürich/New York 2015–2017.